# Déficit immunitaire combiné sévère par déficit en adénosine-désaminase
Le déficit en adénosine-désaminase 1 est un trouble du métabolisme des purines qui affecte principalement le développement et le fonctionnement des lymphocytes.  

## Manifestations
Les manifestations de ce déficit comprennent :
- déficit immunitaire combiné sévère se manifestant avant six mois ;
- déficit immunitaire combiné sévère se manifestant entre six mois et un an ;
- déficit immunitaire combiné de manifestation tardive entre vingt et quarante ans ;
- manifestations secondaires à un déficit partiel en adénosine-désaminase.

Dans le déficit immunitaire combiné sévère se manifestant avant un an, les enfants ont des troubles de la croissance et des infections opportunistes avec lymphopénie marquée et une absence d'immunité humorale et cellulaire. En l'absence de traitement, ils survivent rarement au-delà de deux ans.
Le déficit immunitaire combiné de manifestation tardive se manifeste par des otites, des sinusites et des infections pulmonaires récidivantes. Des phénomènes auto-immunitaires sont fréquents et le taux d'immunoglobine E s'élève.

## Dépistage néonatal
En France, depuis 2022, la Haute Autorité de Santé (HAS) recommande le dépistage néonatal des déficits immunitaires combinés sévères, dont celui lié au déficit en adénosine-désaminase .

## Diagnostic
Le diagnostic se fait sur la clinique et les signes biologiques. La numération formule sanguine montre une lymphopénie à moins de 500 touchant toutes les lignées lymphocytaires. L'activité de l'adénosine désaminase cellulaire est inférieure à 1 % en l'absence de transfusion. Le séquençage permet de détecter la plupart des mutations.

## Traitement
Le traitement des déficits sévères repose soit sur la transplantation de moelle, soit sur une greffe de leurs cellules souches génétiquement modifiées ou par prise d'adénosine-désaminase bovine (Adagen®) en injection intra-musculaire à la dose de 15-60 U/kg par semaine en une à deux injections. Une thérapie génique par introduction, dans les cellules de la moelle osseuse de l'enfant atteint, du gène de l'adénosine déaminase, permet une quasi restauration de l'immunité, qui est durable, au moins à moyen terme.

## Autres
Le déficit en adénosine désaminase 2 donne un autre tableau clinique, avec des accidents vasculaires cérébraux précoces et une vasculite.

### Sources
- (en) Michael Hershfield, Adenosine Deaminase Deficiency in GeneTests: Medical Genetics Information Resource (database online). Copyright, University of Washington, Seattle. 1993-2006